# Cajicá
Cajicá es un municipio colombiano del departamento de Cundinamarca ubicado en la Provincia de Sabana Centro, a 17 km al norte de Bogotá. Hace parte del Área Metropolitana de Bogotá. Es el tercer municipio más poblado de la provincia después de Zipaquirá y Chía.  Se encuentra a una altitud de 2.558 m s. n. m. y tiene una temperatura promedio de 14 °C. Cajicá es conocida por sus tejidos de lana virgen de oveja, que los artesanos presentan a la venta en forma de tapices y tapetes hechos en telares y anudados a mano. Su cultura se puede presenciar en su Centro Cultural. Alberga el campus Nueva Granada, de la Universidad Militar Nueva Granada.

## Toponimia

### Origen lingüístico[3]
- Familia lingüística: Chibcha
- Lengua: Muysccubun

### Significado
El topónimo «Cajicá», en muysc cubun (idioma muisca) significa «Cercado de Piedra», «Vallado de Piedra» o «Fortaleza de Piedra».
De los vocablos muiscas ca (cercado, o vallado), (lugar, fortaleza, propiedad) y jika-hika-hyka (piedra o roca, peña). Debido a que en el idioma muisca la letra "h" se lee como una "j" suave, la ortografía de acuerdo con el muysc cubun es Cahyca, pero la pronunciación es "Cajicá". Este vocablo representa el símbolo de la estrella del oriente y de igual manera la hora de madrugada; toda expresión acompañada del vocablo ca enuncia territorio sublimes asignados a grandes cacique.

### Origen / Motivación
El nombre de Cajicá se conoce desde antes de la llegada de los conquistadores españoles a la Sabana. Fue dado por los muyscas posiblemente por el paisaje rocoso de sus alrededores, paisaje que se representó en una de las voces que forman la expresión con el sentido de "piedra".

## Historia
El poblado de los Muiscas estaba sobre el camino de Tabio a Zipaquirá que iba por el pie del cerro Busongote, más o menos próximo al sitio hoy llamado Las Manas, en la hacienda Montepincio, hoy parque, frente del cual tuvo lugar el 23 de marzo de 1537 el primer encuentro de los güechas con la vanguardia de Gonzalo Jiménez de Quesada. Como resultado de ella hubo múltiples pérdidas humanas y pánico generalizado por la naturaleza desconocida de las armas de fuego para los muiscas. También mencionan los cronistas el intercambio de cuentas de vidrio españolas y elementos de oro. Su primer encomendero fue Pedro de Mestanza que vino con el adelantado.
No se precisa hasta cuando estuvo allí el poblado, que pudo haber sido hasta antes de la visita de Ibarra en 1593. De la descripción resultó que había 301 varones y 475 mujeres, para un total de 776. Desde los primeros años de la conquista hubo iglesia doctrinera, que era un simple bohío de bahareque, en cuyo contorno estaban los ranchos que formaban el pueblo. En la visita del oidor Diego Gómez de Mena en 1603 en atención a la solicitud de los indios sobre el corregidor Cristóbal Tinoco, que les había quitado tierras de sus resguardo e impedía tomar agua del río Simca o Tabio, ordenó "abrir la dicha acequia y tomar el agua para que por ella venga encañada y corriente a este dicho pueblo" atravesando un pantano llamado Cucasagua, días después el corregidor fue notificado de la devolución de 4 labranzas a los indios en su regreso de Fusagasuga.
Por esta misma época con la llegada de los jesuitas a la Nueva Granada el presidente Juan de Borja y el arzobispo Bartolomé Lobo Guerrero les dieron la doctrina de Cajicá, en cabeza de los sacerdotes José Dadey y Juan Bautista Coluccini, dedicados al estudio de la lengua muisca, y dedicados a la enseñanza fundaron una escuela de música y canto, donde muchos niños aprendieron a leer, escribir y por su puesto a cantar y tocar instrumentos, la enseñanza se daba en la plaza al aire libre, hasta 1615 fecha en que los curas se trasladan a Duitama. Según monseñor José Ignacio Perdomo Escobar en "Historia de la Música en Colombia" "los indios de Cajicá fueron los primeros del nuevo reino en aprender a leer notas y cantar guiados por el pentagrama, a tocar flauta, chirimías, violines, y otros instrumentos".
En la visita del oidor Gabriel de Carvajal, el 29 de septiembre de 1638, se hizo la descripción de 688 indios; de la visita se concluyó que los indios no estaban poblados en torno a la iglesia sino dispersos por la escasez de agua. Por esta razón, se ordenó la construcción de la iglesia de ladrillo, tapia y teja, que hizo en 1598 el albañil Juan del Hoyo por mandado del oidor Miguel de Ibarra, y que logró la consolidación del poblado indio.
Al año siguiente de su construcción, aparecieron graves defectos y fue necesario avaluarla de nuevo y proyectar su reparación. Su deterioro vino a aumentarse por un temblor a finales de enero o el 2 de febrero de 1616. La reconstrucción se contrató por escritura el 26 agosto del mismo año. Cuando se levantaba sufrió graves daños por causa de un temblor y fue necesario reconocerlos para un nuevo avalúo. La finalización de la iglesia quedó a cargo del cura Diego Rojas, cuyos gastos le fueron pagados en 1634.
El 28 de febrero de 1867, el arzobispo Antonio Sanz Lozano, en su visita pastoral, dispuso la reconstrucción de la iglesia, que había quedado en mal estado desde el terremoto del 12 de julio de 1785.
La actual iglesia, iniciada a finales del siglo XVI, fue terminada en 1930 bajo la dirección de los arquitectos Juan de la Cruz Guerra y Julio Atehortúa, siendo párroco José del Carmen Castro. Son patronos de la parroquia San Roque y la Inmaculada Concepción.

## Geografía
Cajicá se encuentra ubicado en la  Provincia de Sabana Centro, al norte de Bogotá, en la vía que conduce a Zipaquirá. La ciudad está situada a una altitud de 2.558 m s. n. m. y tiene una temperatura promedio de 14 °C.

### Límites municipales
| Noroeste: Zipaquirá | Norte: Zipaquirá | Nordeste: Sopo |
| Oeste: Tabio        |                  | Este: Sopo     |
| Suroeste: Tabio     | Sur: Chía        | Sureste: Chía  |

### Organización territorial
Barrios
- Capellanía
- Centro
- El Misterio
- El Rocío
- La Estación
- La Florida
- La Palma
- Gran Colombia
- Granjitas
- El Prado
- Puerta del Sol
- Rincón Santo
- Santa Inés
- Santa Cruz
- Las Villas

Sectores
- 7 Vueltas
- Aguanica
- Buena Suerte
- Los infante
- Canelón el Bebedero
- El Cortijo
- El Molino
- Fagua
- La Bajada
- La Camila
- La Cumbre
- La Laguna
- La M
- La Mejorana
- Las Manas
- Puente Peralta
- Puente Torres
- Puente Vargas
- Puente Vargas variante
- Quebrada del Campo
- Río Frío
- Tairona
- Zona Industrial

Veredas
- Calahorra
- Canelón
- Chuntame
- Río grande

## Símbolos
Escudo: El escudo de Cajicá está dividido en tres campos, de forma española, terciado en barra. En primer campo, sobre fondo azul, tiene una cruz blanca que simboliza la tradición religiosa del pueblo. En el campo central se ubican las bases de lo que es hoy Cajicá, iniciado como asentamiento indígena en el llamado cerro Montepincio, campo sobre el que yergue el venado, representativo de la fauna indígena del Busongote. En el campo inferior sobre gules se presenta la industria pujante por los dos piñones engranados.
El escudo tiene una bordura de oro, emblema de la riqueza artesanal y agroindustrial. El águila sobre la cual descansa tiene sus alas abiertas como símbolo de permanente actividad. En sus garras, como símbolo de la producción agrícola de la región y América, sostiene dos cañas de maíz y dos mazorcas, cada una de las cuales representa las cuatro veredas en que se divide el municipio.
De sus patas cuelga una cinta con la divisa «Fortaleza de Piedra», significado de la palabra Cahyca, nombre muisca del poblado precolombino.
| Himno Coro Fortaleza de paz y ensueño, a tus plantas se postra la grey; te elevamos un canto de gloria, pues tu signo, ferviente es la ley I De tu ancestro surgieron altivos, ciudadanos de lucha y de bien, que hoy exaltan con fe y alegría, de la gesta procera del Edén. II El verdor de tus campos se trueca, en motivo de industria doquier, pero sigues y sigues la lucha en procura del cetro, el deber. | III Tu pasado ennoblece la raza; tu presente, encomiable y audaz; el futuro avizora y proclama, que la meta suprema estará IV Permitid que tus hijos te alaben; que se ensalce tu nombre inmortal; que te brinden amor e hidalguía Cajicá, Monte Pincio Triunfal. - Autor: Gerardo Cuervo Z. |

## Turismo

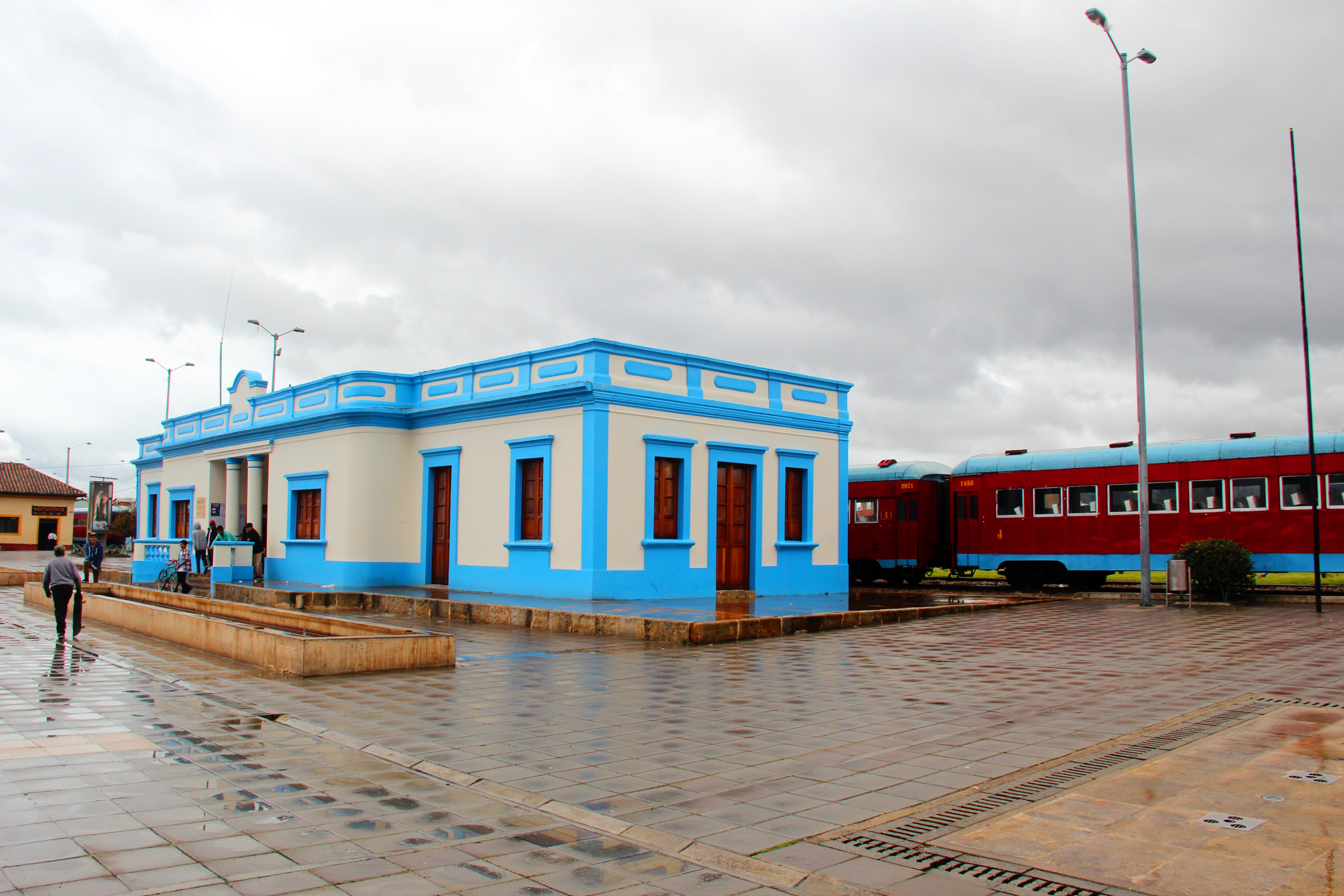
Estación del Tren de la Sabana en Cajicá.

Cajicá alberga algunos sitios turísticos notables como la parroquia Inmaculada Concepción,  el Centro Cultural, la Reserva Natural de Montepincio y el seminario de San Gabriel.
Cajicá es asimismo una de las estaciones del Tren de la Sabana, en donde hace su parada más extensa para que los visitantes degusten el almuerzo en los diversos restaurantes del municipio. 
Cuenta con un amplio recinto multiferial, apto para realizar todo tipo de eventos. En el año 2010 este espacio fue escenario para que se llevara a cabo el Salón Intercolegiado de Artes.
También cuenta con el Autódromo XRP, un escenario adecuado para la realización de todo tipo de actividades deportivas y recreativas.
Tradición sabanera ha sido el Paseo de Olla, actividad familiar donde se comparte comidas tradicionales y asados. Periland Eco Parque ha sido diseñado para vivir esta gran actividad en medio de la naturaleza

## Movilidad
A Cajicá se llega desde Bogotá por varias vías que proceden desde el municipio de Chía: Vía Guaymaral-Chía (Carrera 10), Autopista Norte y la variante Fusca (Carrera Séptima en el Distrito Capital, paralela a la Autopista). Por La Caro, estas dos últimas vías se convergen en las Rutas Nacionales 45A (que va hasta San Alberto, Cesar) y 55 (hasta Cúcuta, con ramal por la Represa del Sisga en Chocontá que es la Ruta Nacional 56 hacia Aguaclara, Casanare) siguiendo de forma paralela al río Bogotá pasando el casco urbano cajiqueño.
Dispone de vías con los municipios aledaños al occidente, desde la Carrera 6 y Diagonal 1 así como la Carrera 21 hacia Tabio y Tenjo siguiendo el río Frío al sur y al oriente en límites con Sopó la Ruta Nacional 50 hacia Sopó, La Calera y las provincias de Guavio y el Oriente.

## Educación
El municipio cuenta con sedes de numerosas instituciones educativas, tanto colegios como universidades.
Universidades
1. Universidad EAN, campus deportivo.
2. Universidad Militar Nueva Granada
3. Universidad Manuela Beltrán

Colegios públicos
1. I.E.D Pompilio Martínez
2. I.E.D San Gabriel
3. I.E.D Rincón Santo
4. I.E.D Pablo Herrera
5. I.E.D Antonio Nariño
6. I.E.D Capellanía

Colegios privados
1. Gimnasio Alemán Friedrich von Schiller
2. Gimnasio Campestre Nueva Alejandría
3. Colegio Jhon Barden
4. Liceo San Carlos De Cajicá
5. Newman School
6. Colegio Cafetal
7. Colegio Mayor De los Andes
8. Colegio Nuevo Horizonte
9. Colegio Emilio Sotomayor Luque
10. Colegio Colombo Hispano
11. Colegio San Isidro Labrador
12. Colegio los Cerezos
13. Colegio San José
14. Colegio Holístico Campestre
15. Colegio Jean Piaget y Montessori
16. Gimnasio Campestre Los Laureles
17. Gimnasio Campestre Marcello Iafrancesco
18. Gimnasio Campestre Steve Jobs
19. Colegio Cambridge

Institutos
1. Instituto Pedagógico Social de Colombia.

## Personajes
- Roque Gutiérrez, (Cajicá - Honda, 1785): sirvió como herbolario en la Expedición botánica de Mutis.

- Teófilo Gracia (Cajicá, 1872 - Bogotá, 1937): General en la Guerra de los Mil Días.

- Pompilio Martínez Navarrete (Cajicá, 1870 - Tabio, 1937): médico cirujano.

- José Vicente Sánchez López (Cajicá, 1916 - 2007): abogado, Gobernador encargado de Cundinamarca

- Telésforo Navarrete (Cajicá, 1899 - 1978): educador.

- Joaquín Bernardo Quijano Caballero (Cajicá, 1914 - 1990): ingeniero de telecomunicaciones que ayudó a consolidar la televisión en Colombia.

## Servicios públicos
- Energía Eléctrica: Enel, es la empresa prestadora del servicio de energía eléctrica.
- Gas Natural: Vanti es la empresa distribuidora y comercializadora de gas natural en el municipio.